# Liste der Grafen von Zutphen
Herren und Grafen von Zutphen (auch: Zütphen) waren:

## Herren von Zutphen
- –999: Megingoz, Graf in Geldern und Zutphen († 998/999), ⚭ Gerberga von Metz
- 999–1025: Otto von Hammerstein († 1036), Graf von Hamaland, deren Enkel, ⚭ Ermengarde von Verdun
- 1025–1031: Ludolf von Brauweiler († 1031), ⚭ 1025 Mathilde von Hammerstein, deren Tochter
- 1031–1033: Heinrich I. der Alte, deren Sohn
- 1033–1042: Konrad († 1055), Herzog von Bayern (1049–1053), dessen Bruder, ⚭ Judith von Schweinfurt († 1106)
- 1042–1044: Gotzelo von Verdun, Herzog von Niederlothringen, dessen Großonkel, Bruder Ermengards von Verdun
- 1044–1046: Gottfried, Herzog von Niederlothringen, dessen Sohn
- 1046–1063: Gottschalk von Twente († 1063), ⚭ Adelheid, dessen Nichte 2. Grades, Schwester Konrads
- 1062–1090: Otto der Reiche († 1113), deren Sohn, ⚭ Judith von Arnstein

## Grafen von Zutphen
- 1090–1113: Otto der Reiche
- 1113–1120: Heinrich II. der Ältere († 1118), deren Sohn
- 1120–1127: Dittrich von Münster, ‘’dessen Bruder’’
- 1127–1138: Ermengarde († 1138), dessen Schwester
  - ⚭ (I) Gerhard II., Graf von Geldern und Wassenberg († 1131)
  - ⚭ (II) Konrad II., Graf von Luxemburg († 1136)
- 1138–1182: Heinrich III. der Jüngere († 1182), Graf von Geldern und Zutphen, Sohn Ermengardes und Gerhards II.

Zu den weiteren Grafen siehe Herzogtum Geldern.